# Dulapino
Dulapino (ros. Дуляпино) – wieś (sieło) w Rosji, w obwodzie iwanowskim, w rejonie furmanowskim. W 2010 liczyła 1285 mieszkańców.